# A láthatatlan tesó
A láthatatlan tesó (eredeti cím: Invisible Sister) 2015-ben bemutatott egész estés amerikai televíziós filmvígjáték, amely Beatrice Colin és Sara Pinto My Invisible Sister című könyvén alapul. A filmet Paul Hoen rendezte, a főbb szerepekben Rowan Blanchard, Paris Berelc, Karan Brar, Rachel Crow és Alex Désert látható.
Amerikában 2015. október 9-én mutatták be, és 4,03 millióan nézték aznap este a tévében. Magyarországon 2016. február 19-én mutatták be.
A történet egy diákról szól, aki egy félresikerült tudományos kísérlet során láthatatlanná teszi nővérét.

## Cselekmény
Cleo (Rowan Blanchard)  tizenéves gimnazista lány, aki nővére, Molly (Paris Berelc) árnyékában él, mivel Molly divatosan öltözködik, népszerű, mindenki ismeri és szereti, míg Cleo-t szinte észre sem veszik a társai vagy a szüleik. Cleo igen jó tanuló, szereti a természettudományokat. Cleo tanára, Mr. Perkins felismeri Cleo tehetségét a tudományok iránt, és úgy gondolja, hogy egy kihívás elé állítja azzal a házifeladattal, hogy határozza meg egy anyag összetételét, aminek van egy szilárd, átlátszó és egy folyékony, sötét színű állapota is (mindkét tárgyat átadja neki). Cleo otthon nekilát a feladatnak (kideríti, hogy cukorról van szó), de Molly aznapra bulit szervezett a lacrosse csapat számára, amiben játszik, de a bulin a suliból sokan megjelennek, így Cleo egy kisebb, zsúfolt helyiségbe szorul vissza.
Egy lepke száll a kísérlet helyszínére, amitől Cleo megijed, és akaratlanul lever néhány vegyszeres kémcsövet, amik közül több eltörik, vagy a tartalmuk beleömlik a kísérleti pohárba. A pohárból pára száll fel, amibe a lepke belerepül és Cleo újabb ijedelmére átlátszóvá válik. Cleo szeretné megfogni egy lepkehálóval, de a lepke elszáll és eltűnik az éjszakai utcán.
Éjfél körül Molly lefekvéshez készülődik, aminek során a fürdőszobába megy, hogy szokása szerint megigyon egy pohár pezsgőtablettás vizet, ami megnyugtatja a gyomrát (később kiderül, hogy Molly a meccsek előtt mindig ideges). Ugyanakkor ugyanaz a lepke berepül a nyitott ablakon a lámpához, majd beleesik az odakészített vizespohárba. Molly kis borzongással megissza a furcsa, bogárízű folyadékot, majd aludni megy.
Másnap reggelre Molly láthatatlanná válik. Azonban az a nap fontos Molly számára, mivel jelmezben kell bemenni az iskolába (lásd: Halloween). Először sminkre gondol, de ez nem alkalmazható, még az általa viselt ruha is láthatatlanná válik egy kis idő elteltével. Cleo rájön, hogy az átváltozást a láthatatlan lepke okozhatta. Azonban Molly számára egyelőre fontosabb az aznapi jelmezes megjelenés az iskolában és a lacrosse meccs, amiről tudni lehet, hogy tehetségkutatók is figyelni fogják. Kitalálják, hogy Cleo vegye fel a jelmezt és egy álarcot, és tegyen úgy, mintha ő lenne Molly.
Mivel a vizsgálatokhoz szükségük van egy mikroszkópra, azt Molly megszerzi a kémiai laborból, és közben fültanúja, amint Carter (egy jól sportoló fiú, aki szimpatikus Cleo-nak) bevallja George-nak, hogy szereti Cleo-t és a kémiát. Molly megszerzi fiúbarátja, Coug medvejelmezét, és abban visszamegy a laborba, ahol úgy tesz, mintha ő Cleo lenne és randira hívja Cartert.
Cleo-nak van egy barátja és segítője, George, aki szintén tudományos érdeklődésű.
A lacrosse meccsen is részt kell vennie Cleo-nak, ami eleinte nehezen megy neki, mert a játék elég durva, de Molly besegít neki az ellenfél játékosainak látványos elgáncsolásával vagy fellökésével. Így a csapatuk egy utolsó pillanatban lőtt góllal nyer, amit Cleo önállóan hajt végre, mert Molly túl távol van hozzá, hogy bármilyen módon segítsen neki. Cleo-nak nagyon tetszik, hogy a csapattársai ünneplik, míg Molly kissé elszomorodik, mivel ezúttal kimarad az ünneplésből.
Molly sejtszerkezetét mikroszkóp alatt vizsgálva Cleo és George felismerik, hogy további átalakulás zajlik, ami 24 órán belül véglegesíti a láthatatlanságot, így addig kell találniuk ellenszert. Ehhez először rekonstruálniuk kell azt az anyagot, ami az átalakulást okozta. Ehhez egy temetőbe mennek, hogy egy kézi lámpával odacsalogassanak lepkéket, hogy egyet megfoghassanak. George ezalatt az iskolában előkészíti a kísérletet. Mollynak sikerül egy lepkét fognia. Mialatt villamossal mennek az iskola felé, Molly elmondja húgának, hogy zseninek tartja és csodálja, míg az ő népszerűsége mulandó dolog. Cleo szerint Molly-nak tehetsége van hozzá, hogy segítsen mások problémáit megoldani.
Az iskolánál túl kell jutniuk a biztonsági őrön. Ezt Molly oldja meg különféle tárgyak mozgatásával (kosárlabda, felmosóvödör, tisztítószeres flakon), amitől az őr pánikba esik és elrohan.
Előállítják az oldatot, de túl bonyolult összetételű ahhoz, hogy megállapítsák a képletét. George-nak eszébe jut, hogy Carter meg tudná állapítani ezt, mivel szakértőnek számít. Ő éppen a Romp the Swamp nevű, évente megtartott iskolai bulin van (ahol Cleo-nak is meg kellene jelennie). Cleo megtalálja Cartert, aki össze van zavarodva a lány ellentmondó (korábban elutasító) viselkedésétől. Cleo Carter segítségét kéri, és egy közeli pajtába vezeti, ahol már várják őket Molly, Coug és George. Cartert sokkolja, hogy nem látja Mollyt, de az anyagot hamar kielemzi, majd nekilátnak az ellenanyag előállításának egy barkács készítésű lepárlóval. Az idő rövidsége igencsak hajtja őket. Mr. Perkins is problémát okoz nekik, mivel a pajtába tilos volt a diákoknak bemenni. Molly azonban (még láthatatlanul) fontosnak tartja elmondani Mr. Perkins-nek Cleo kísérletét (ezzel azt kockáztatja, hogy kifut az időből), amivel az eredeti állapotát akarja visszaállítani. Molly megissza az ellenanyagot, de annak nincs hatása (nem azért, mert lejárt a határidő). Rájönnek, hogy a láthatatlanná tevő oldatban még volt valami, az a pezsgőtabletta, amit Molly eredetileg szeretett volna meginni. Mollynál szerencsére van egy úti adag (ezúttal por formájában), amit felold egy pohárban, és miután megissza, újra láthatóvá válik.
Mr. Perkins, lenyűgözve a látottaktól, meghívja Cleo-t, mondja el a tapasztalatait a kísérlettel kapcsolatban egy tudományos konferencia hallgatósága előtt.

## Szereplők
| Szereplő    | Színész          | Magyar hang       |
| ----------- | ---------------- | ----------------- |
| Cleo        | Rowan Blanchard  | Csifó Dorina      |
| Molly       | Paris Berelc     | Andrusko Marcella |
| George      | Karan Brar       | Bogdán Gergő      |
| Nikki       | Rachel Crow      | Hermann Lilla     |
| Mr. Perkins | Alex Désert      | Galambos Péter    |
| Carter      | Will Meyers      | Szalay Csongor    |
| Coug        | Austin Fryberger | Ungvári Gergely   |

## Gyártás
A filmet 2015. január 9-én jelentették be, és ekkor jelentették be Rowan Blanchard és Paris Berelc szerepét mint Cleo és Molly. Február 27-én beválogatták Karan Brart, Rachel Crow-t és Austin Frybergert George, Nikki és Coug szerepére. A forgatást 2015 februárjában kezdték és áprilisban fejezték be New Orleansban.

## Fogadtatás
A filmet 4,03 millióan nézték a tévében a premier estéjén, ezzel a harmadik legtöbbet nézett amerikai kábeltévés közvetítés volt aznap este. Az ezt követő reggel 2,31 millióan nézték az ismétlését.

## Sugárzás
A filmet 2015. október 9-én mutatta be az amerikai és a kanadai Disney Channel. Kanadában egy technikai hiba miatt a film utolsó 10 perce helyett a Tengerparti tini mozi 2. „That's How We Do” című zenei videóklipje volt látható, másnap viszont javították a hibát. Az Egyesült Királyságban és Írországban október 23-án, Izraelben pedig december 10-én mutatták be.

## Fordítás
- Ez a szócikk részben vagy egészben  az   Invisible Sister című angol Wikipédia-szócikk ezen változatának fordításán alapul.  Az eredeti cikk szerkesztőit annak laptörténete sorolja fel. Ez a jelzés csupán a megfogalmazás eredetét és a szerzői jogokat jelzi, nem szolgál a cikkben szereplő információk forrásmegjelöléseként.